# Billey Bluff
Das Billey Bluff ist ein Felsenkliff an der Ruppert-Küste des westantarktischen Marie-Byrd-Lands. Es liegt 6 km südwestlich des Mount Langway im westlichen Teil der Ickes Mountains.
Der United States Geological Survey kartierte das Kliff anhand eigener Vermessungen und Luftaufnahmen der United States Navy aus den Jahren von 1959 bis 1965. Das Advisory Committee on Antarctic Names benannte es 1967 nach John P. Billey (1923–2015), Ionosphärenphysiker und wissenschaftlicher Leiter der Byrd-Station im Jahr 1971.